# Црвени магацин у Панчеву
Црвени магацин у Панчеву саграђен је 1785. или 1787. године и представља непокретно културно добро као споменик културе.
Зграда магацина у Панчеву је слободно постављена грађевина у близини реке, правоугаоне је основе, има приземље и три спрата, са дрвеном међуспратном конструкцијом. Кров је висок, двосливни, покривен бибер црепом, са северне и јужне стране има по четири контрафора, са западне седам, а источне шест. На дужој страни има 13 прозора на сваком спрату. На првом спрату су дванаест прозора и једна врата за убацивање робе. На ужој страни има седам прозора и двоја врата, и то на првом спрату и у приземљу. Сви прозори су правоугаоног облика са решеткама, а врата су масивна, гвоздена, без украса. Има један димњак. 
Грађен је опеком у кречном малтеру. У ентеријеру међуспратна дрвена конструкција је видљива. Објекат је саградио војни ерар за жито. Зграда до данас није променила намену - магацински простор. Објекат има документарну, историјску вредност као један од најстаријих објеката у граду, који сведочи и о делатности војног ерара у њему. Такође поседује техничко документарну вредност, јер је његова дрвена међуспратна конаструкција врло вредна и једна од ретких видљивих међуспратних конструкција до сада сачуваних, као естетску вредност јер обједињује елементе индустријске и војне архитектуре, а урбанистичко просторна вредност огледа се у томе што је магацин грађен пре формирања улица Иве Лоле Рибара и Кеја Радоја Дакића.